# Nuốt hôi
Nuốt hôi hay nuốt trôi (danh pháp: Casearia graveolens) là một loài thực vật có hoa trong họ Liễu. Loài này được Dalzell mô tả khoa học đầu tiên năm 1852.